# Giovanni Lentini
Giovanni Lentini (* 29. April 1882 in Palermo; † 1955 in Mailand) war ein italienischer Maler aus Sizilien.

## Leben
Lentini war Sohn und Schüler von Rocco Lentini und Enkel des Dekorationsmalers Giovanni Lentini der Ältere (* 1830 in Trapani – 1890 in Palermo). Er war hauptsächlich Maler von Landschaften, Genreszenen und weiblichen Akten. Bereits im Alter von 18 Jahren war als Professor an der technischen Schule von Palermo tätig und half seinem Vater bei der Anfertigung von Bühnenbildern und Dekorationen für Paläste und Villen von Patrizierfamilien, so beispielsweise bei der Ausschmückung des Teatro Massimo in Palermo. 1928 gewann er einen Wettbewerb an der Accademia di Belle Arti di Brera in Mailand. Er kehrte nur wenige Male nach Palermo zurück und übte seine Tätigkeit als Lehrer und Maler überwiegend in der lombardischen Hauptstadt aus. Für seinen Einsatz im Ersten Weltkrieg wurde er mit dem Kriegsverdienstkreuz und einer Bronzemedaille ausgezeichnet. 1918 setzte er seine Tätigkeit als Maler fort und der italienische König erwarb mehrere seiner Gemälde, so beispielsweise ein Bild von der Bombardierung der Kirche St. Michael. 1919 waren seine Kriegsbilder in einer Einzelausstellung in der Galleria Vinciana in Mailand zu sehen. Er nahm auch an anderen Ausstellungen in Italien teil und stellte Werke in Mailand (1925), Monza (1925), Venedig (1926), Brera (1920, 1923, 1925, 1932) und Rom (1935) aus.

## Werke (Auswahl)
- Auktionshaus Christie’s Rom: Monday, November 28, 2005: Paesaggio marino, 1913 und Marina con paese costiero, 1924
- Auktionshaus Bruun Rasmussen 31. Mai 2010: Mareggiata und Santa Maria della Salute in Venedig. Farbradierungen 1929